# Somapura Mahavihara
Somapura Mahavihara (em bengali: সোমপুর মহাবিহার; romaniz.: Shompur Môhabihar), localizado em Paharpur, Badalgachhi Upazila, distrito de Naogaon, Bangladesh está entre os viaras budistas mais conhecidos no subcontinente indiano e é um dos sítios arqueológicos mais importantes do país.

## História
Vários mosteiros budistas foram construídos durante o período do Império Pala na antiga região de Bengala. Os mosteiros formaram uma rede; "todos eles estavam sob a supervisão do Estado" e existia "um sistema de coordenação entre eles ... parece que a partir da evidência de que os diferentes lugares de aprendizagem budista que funcionavam no leste da Índia sob o regime Pala eram considerados em conjunto, como a formação de uma rede, um grupo de instituições interligadas" e era comum que grandes estudiosos passassem entre eles.
A escavação em Paharpur e o achado de selos com a inscrição Shri-Somapure-Shri-Dharmapaladeva-Mahavihariyarya-bhiksu-sangghasya identificaram que o Somapura Mahavihara foi construído pelo rei Dharmapala (cerca de 781-821), da dinastia Pala.

## Proteção
Somapura foi designado como Patrimônio Mundial pela UNESCO em 1985. Desde então, uma série de missões da UNESCO visita regularmente o local e ajuda com o projeto. Além disso, o órgão da ONU preparou um plano diretor, que envolve 5,6 milhões de dólares.
As obras de arte de terracota no local sofreram com a "falta de manutenção adequada, a escassez de mão-de-obra, restrição de fundos e chuvas fortes." Além disso, a má drenagem da água acompanhada de altos níveis de salinidade nos solos tem contribuído para deteriorar as esculturas de terracota. Outras ameaças incluem a vegetação descontrolada, o vandalismo, as condições climáticas e a invasão de propriedade pública.